# Trương Đình Dzu

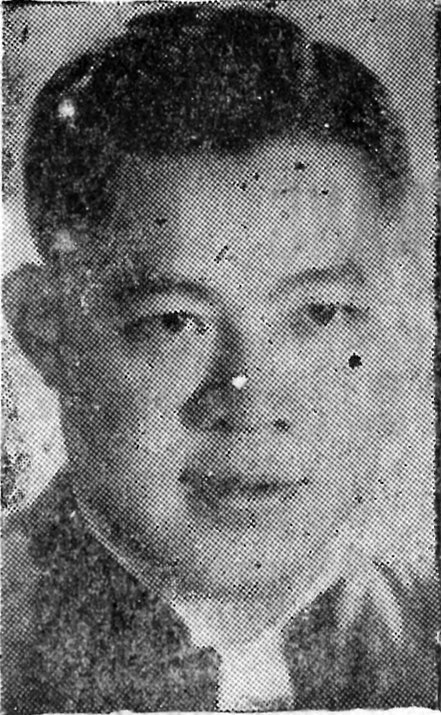
Trương Đình Dzu

Trương Đình Dzu (1917 – 1991) là một luật sư và ứng cử viên tổng thống năm 1967 của Việt Nam Cộng hòa.

## Học luật sư
Ông quê ở Bình Định nhưng ra Hà Nội học Lycée Albert Sarraut rồi vào Đại học Đông Dương khoa luật. Ông được bổ nhiệm làm tri huyện sau lại về Cần Thơ hành nghề. Năm 1945 Trương Đình Dzu dọn lên Sài Gòn nhận làm chánh văn phòng cho Ủy viên Cộng hòa của Pháp là Jean Cédille khi người Pháp mở cuộc tái chiếm Nam Kỳ. Ông từng là hội trưởng của hội Rotary Club rồi thống đốc Rotary Club Đông Nam Á.
Tổ hợp luật của ông cũng có mặt của Nguyễn Hữu Thọ và Trần Văn Khiêm, em trai của dân biểu thời Đệ Nhất Cộng hòa Việt Nam Trần Lệ Xuân.

## Hoạt động chính trị
Trương Đình Dzu được biết đến nhiều nhất là qua cuộc vận động tranh cử tổng thống Việt Nam Cộng hòa năm 1967, liên danh với Trần Văn Chiêu, lấy huy hiệu là "bồ câu". Trong 11 liên danh thì ông về nhì, chiếm được 17% số phiếu sau liên danh của Nguyễn Văn Thiệu – Nguyễn Cao Kỳ.
Lập trường của ông là ngưng chiến tranh, chấm dứt oanh tạc miền Bắc và mở cuộc thương thuyết với Mặt trận Dân tộc Giải phóng miền Nam Việt Nam. Vì đó mà ông bị coi là thành phần thân cộng nên sau cuộc bầu cử bị nhà chức trách bắt giam đến năm 1975 mới được Tổng thống Trần Văn Hương ra lệnh thả.
Dưới chính thể cộng sản, Trương Đình Dzu tham gia hội Trí thức yêu nước nhưng cũng lại bị giam tù cải tạo cùng vợ và người con trai út từ năm 1978 đến 1987 vì tội làm gián điệp cho CIA.
Ông mất năm 1991.

## Gia đình
Trương Đình Dzu có người con trai là David Trương Đình Hùng du học tại Mỹ từ năm 1965, đến Tháng Giêng năm 1978 thì bị FBI bắt về tội gián điệp cho chính quyền Cộng hoà xã hội chủ nghĩa Việt Nam qua đại sứ Việt Nam tại Pháp và đại sứ Đinh Bá Thi ở trụ sở Liên hiệp quốc. Hùng bị tuyên án 15 năm tù. Mãn hạn tù, Hùng sang Hòa Lan sống.